# Выдача головою (наказание)
Выдача головою  — вид наказания проигравшему в местническом споре лицу, по царскому или боярскому приговору.
Историки Николай Васильевич Калачов и Владимир Альбертович Линовский указывали, что уничижительный обряд выдачи головою по преимуществу был направлен к оскорблению и унижения чувства чести, самолюбия виновного, удовлетворялось понесённой обиде, устанавливалось место соперничающих родов в местнической иерархии и не преследовал цель отмщения. Одним из первых, обративших на данный вид наказания, являлся историк Василий Никитич Татищев. Он указывал, что данный вид наказания был неодинаков для знатных людей и лиц иного сословия.

## Выдача головою на Руси
По В.Н. Татищеву, проигравшего обидчика сажали на лошадь рядом с дьяком или дворянином и везли на двор к старшему в роде или обесчещенному лицу. Как привезут оного на двор, то принимающий должен был принять его с честью, Государя за защиту благодарить и ругать привезённого, а сам обидчик должен был молчать, какими бы словами не ругал его хозяин. После чего гостя отпустить с честью.
Главный управляющий Московским архивом Коллегии иностранных дел Алексей Фёдорович Малиновский, ссылаясь на записи разрядных книг писал, что разрядные записи доказывают противное мнению В.Н. Татищева, утверждавшего, что выдача головою не давала обиженному никаких прав над обидевшим и будто бы первые угощали последних, не смея ничем оскорбить. По А.Ф. Малиновскому по приговору отлучали виновных от царского двора, сажали на 2-3 дня тюрьму, а иногда и подвергали телесному наказанию. После чего с присланным от царя дьяком или сыном боярским отправляли в дом к обиженному, где провинившийся должен был поклониться хозяину в землю и просить прощения не вставая до тех пор, пока не умилостивит его. Обиженный вычитал лежавшему у ног его обидчику свои неудовольствия, укорял за нанесённое бесчестие ему и его роду и когда тот покорно выслушивал все его упрёки, то в конце хозяин примолвив: “Повинную голову не секут, не рубят”, подавал ему руку и помогал встать на ноги. После чего приличие требовало угостить присланного от царя сопровождающих лиц, а с ним вместе и выданного головою соперника.

### Практика применения
Эти два объяснения противоречивы и вероятно должны были происходить, как это описывает А.Ф. Малиновский, но на практике повторялись явления описываемые В.Н. Татищевым, так как бояре и титулованная знать, не повинующаяся в местнических спорах даже самому царю, могли ли они вести себя прилично и вполне подчиниться при виде того лица, которое было причиной их бесчестия? Со своей стороны, удовлетворённый выдачей головою, боярин или иное лицо не смог поступить строго с присланным и к которому обыкновенно весьма нестрого относился сам царь и правительство.
Современник Григорий Карпович Котошихин (ум. 1667), подтверждает известия В.Н. Татищева описывая в своих воспоминаниях: А за боярские бесчестия отсылают к боярам на двор головою тех людей, которые с ним быть не хотят, и которого дня прикажет царь кого боярина или окольничего или стольника за бесчестие отослать головою к боярину или думного человека и стольника к окольничему и того дня тот боярин или окольничий у царя не бывают (они были обязаны ежедневно являться ко двору), а посылает к нему с вестью, которые люди с ним быть не хотели, пришлют к нему головою и он того ожидает. А посылают к ним таких людей с дьяком или подьячим и взяв тех за руки ведут до боярского двора приставы, на лошадь садиться не дают, а как приведут его к двору, с кем он быть не хотел, поставят на нижнем крыльце, а дьяк или подьячий велит тому боярину о своём приходе сказать, что привели к нему того человека, который с ним быть не хотел и его бесчестил и боярин к дьяку или подьячему выйдет на крыльцо и дьяк или подьячий начнёт речь говорить, что великий Государь указал и бояре приговорили того человека, который с ним быть не хотел, за его боярина бесчестие отвести к нему боярину головою и тот боярин на царское жалование бьёт челом, а того, кого приведут, велит отпустить его к себе домой и, отпустив его домой, на дворе у себя на лошадь ему садиться и лошади водить на двор не велит. И тот, кого посылают к нему головою, от царского двора идучи до боярского двора и у него на дворе лает (ругает) его и бесчестить всякой бранью, а тот ему, за злые слова, ничего не чинит и не смеет, после чего того человека отсылает царь к тому человеку за его бесчестие, любячи его и не для чего иного, чтоб тот человеке учинил над ним убийство или увечье, а если причинит самому указом быть против того вдвое, как будто он обесчестил не того кого к нему пошлют, а истинно будто самого Царя. А кто таких людей отводит, дьяк или подьячий, и тот боярин, к которому отводят, дарит подарками их немалыми. И на завтра ездит тот боярин к Царю, а приехав бьёт челом царю на его жалованья, что он за бесчестие противника его отослал головою.
За бесчестие патриарха или лиц думных чинов, полагалась только выдача головою, за бесчестие архиереев налагался штраф от 100 до 400 рублей, а если платить было нечем, тогда полагалась уже выдача головой.
Историк Николай Герасимович Устрялов приписывает выдачи головой лишь нравственную сторону, в которой обиженному было довольно показать человеку, его оскорбившего, свою власть над ним, вытекающую из наказания. Законодательство того времени, считало достаточным нравственное унижение виновного.
Профессор Александр Павлович Чебышёв-Дмитриев приравнивает выдачу головою, ещё проще, к спрашиванию только прощения.